# Racine (Wisconsin)
 For alternative betydninger, se Racine. (Se også artikler, som begynder med Racine)
Racine er en by og administrativt centrum i det amerikanske county Racine County, Wisconsin, USA. Ifølge U.S. Census Bureau havde byen i 2008 et anslået befolkningstal på 82.196. Racine er den femtestørste by i Wisconsin, beliggende ved bredden af Lake Michigan og udmundingen af Root River, omkring 50 kilometer syd for Milwaukee og 100 kilometer nord for Chicago.

## Historie
Den 10. oktober 1699 nåede en gruppe franske opdagelsesrejsende i otte kanoer udmundingen af Root River. De var de første europæere, der besøgte det nuværende Racine County. Under ledelse af Jonathan Paradise grundlagde de en handelspost ved Root Rivers udmunding i Lake Michigan. "Racine" er fransk for "root" (rod).
I 1832, umiddelbart efter Blackhawk War, blev området Racine bosat af amerikanere fra staten New York.
Gilbert Knapp grundlagde i 1834 bebyggelsen Port Gilbert hvor Racine ligger i dag. Området var tidligere blevet kaldt Kipi Kawi og Chippecotton af de oprindelige beboere. Navnet Port Gilbert blev aldrig rigtig accepteret, og i 1841 blev det ændret til Racine. Efter at Wisconsin blev en del af unionen i 1848, besluttede de nye magthaverne at registrere Racine som en city.
Grupper af immigranter, herunder danskere, tyskere og tjekker, begyndte at bosætte sig i Racine mellem borgerkrigen og første verdenskrig. Afroamerikanerne begyndte at flytte til byen under første verdenskrig, som det skete i en række af Midtvestens øvrige industribyer. Fra ca. 1925 begyndte der også at flytte mexicanere til byen.
Racine hævdes at have den største nordamerikanske bosættelse af danskere udenfor Grønland. Byen er kendt for sine danske specialiteter, især kringle. Adskillige lokale bagerier har medvirket på tvkanalen Food Network.

## Geografi
Ifølge United States Census Bureau er byens areal på 48,4 km², hvoraf 40,2 km² er land og 8,1 km² af arealet (16,76%) er vand.

## Demografi
Ifølge census 2000 var der 81.855 indbyggere, 31.449 husstande og 20.405 familier i byen. Befolkningstætheden var 2.033,7/km².

### Uddannelse
- University of Wisconsin–Parkside ligger på grænsen mellem Racine og Kenosha. På grund af beliggenheden har der været kamp om universitetets navn. Striden endte med et kompromis, så universitetet nu er opkaldt efter beliggenheden nær Petrifying Springs Park i Kenosha County.

- Gateway Technical College

## Venskabsbyer
Racine har seks venskabsbyer:
- Aalborg, Danmark
- Bluefields, Nicaragua
- Fortaleza, Brazil
- Montélimar, Frankrig
- Ōiso, Japan
- Zapotlanejo, Mexico